# Pedro Tafur
Pedro Tafur, španski popotnik, diplomat in pisatelj, * 1410, † 1487.
1. ↑  Diccionario biográfico español — Real Academia de la Historia, 2011.